# 東京動畫獎
東京動畫獎（日語：東京アニメアワード），是東京動畫奖執行委員会与日本動畫協會合辦的動畫獎項，对过去一年制作的动画作品和动画相关人员按领域进行表彰，為日本動畫三大指標性獎項之一（另兩者為神戶動畫獎、日本新媒體動漫藝術節），一般于每年3月举行。

## 历史
東京動畫獎创建于2002年，至2013年之前作为东京国际动画博览会其中一个环节举办。 从2014年开始，随着东京国际动画博览会与动画内容博览会整合为AnimeJapan，東京動畫獎从东京国际动漫博览会中分拆出来单独举办，并升格为東京動畫獎节（英語：Tokyo Anime Award Festival ，简称TAAF），增加了放映活动和动画短片的国际竞赛单元。
目前，東京動畫獎分为“作品奖”、“个人奖”、“动画迷奖”。 首先从上一年度在日本公开上映或播出的所有动画作品中，通过公众投票选出100强作品（其中动画电影20部、动画剧集80部），再由活跃在动画行业一线的创作者、相关从业人员及专业人士在100强中投票选出“作品奖”和“个人奖”，由公众通过Twitter投票选出代表最受欢迎作品的“动画迷奖”。

## 主要獎項

### 作品类

#### 2002年至2013年
| 年份 | 大奖（最优秀作品奖）                                                                                     | 优秀作品奖                                                     | 优秀作品奖                                                             | 优秀作品奖                                         | 优秀作品奖                      |
| 年份 | 大奖（最优秀作品奖）                                                                                     | 动画电影                                                       | 动画剧集                                                               | OVA                                                | 海外动画                        |
| ---- | --- | -------------------------------------------------------------- | ---------------------------------------------------------------------- | -------------------------------------------------- | ------------------------------- |
| 2002 | - | - 《千与千寻》 - 《阿萊蒂公主》 - 《大都会》                   | - 《犬夜叉》 - 《小魔女DoReMi》 - 《棋魂》 - 《水果篮子》 - 《海贼王》 | 《动画制作进行黑美》                               | -                               |
| 2003 | - 动画剧集：《花田少年史》 - 动画电影：《千年女優》 - OVA：《戰鬥妖精雪風》 - 海外动画：《怪兽电力公司》 | - 《猫的报恩》 - 《蜡笔小新：风起云涌 壮烈！战国大会战》       | - 《犬夜叉》 - 《極限戰士》                                            | - 《魯邦三世 活下来的魔術師》 - 《JoJo的奇妙冒险》 | - 《失落的帝国》 - 《冰河世纪》 |
| 2004 | 《機動戰士GUNDAM SEED》                                                                                  | - 《東京教父》 - 《茄子 安達魯西亞之夏》                       | - 《铁臂阿童木》 - 《機動戰士GUNDAM SEED》 - 《鋼之鍊金術師》          | - 《黑客帝国动画版》 - 《超时空要塞Zero》          | 《星际宝贝》                    |
| 2005 | 《霍爾的移動城堡》                                                                                       | - 《攻殼機動隊2 INNOCENCE》 - 《蒸汽男孩》                     | - 《巖窟王》 - 《Keroro軍曹》 - 《光之美少女》                         | - 《动画制作进行黑美2》 - 《飛越巔峰2》            | 《海底總動員》                  |
| 2006 | 《剧场版 钢之炼金术师 香巴拉的征服者》                                                                   | - 《名偵探柯南 水平線上的陰謀》 - 《机动战士Z高达 星之继承者》 | - 《交响诗篇》 - 《怪醫黑傑克》 - 《蟲師》                             | - 《鴉 -KARAS-》 - 《戰鬥妖精雪風》                | 《超人特攻隊》                  |
| 2007 | 《跳躍吧！時空少女》                                                                                     | - 《盜夢偵探》 - 《翡翠森林狼與羊》                            | - 《Code Geass 反叛的魯路修》 - 《涼宮春日的憂鬱》 - 《死亡筆記》      | - 《飛越巔峰2 DIEBUSTER》 - 《FREEDOM》            | 《汽車總動員》                  |
| 2008 | 《福音戰士新劇場版：序》                                                                                 | 《河童之夏》                                                   | - 《電腦線圈》 - 《天元突破 紅蓮螺巖》                                 | 《茄子 旅行箱中的候鳥》                            | 《料理鼠王》                    |
| 2009 | 《崖上的波妞》                                                                                           | 《崖上的波妞》                                                 | - 《超時空要塞 Frontier》 - 《Code Geass 反叛的魯路修 R2》             | 《》                                               | 《功夫熊猫》                    |
| 2010 | 《夏日大作戰》                                                                                           | 《夏日大作戰》                                                 | - 《K-ON!》 - 《東之伊甸》                                             | 《夏娃的时间》                                     | 《机器人瓦力》                  |
| 2011 | 《借物少女艾莉緹》                                                                                       | 《借物少女艾莉緹》                                             | - 《K-ON!!》 - 《四疊半神話大系》                                      | 《機動戰士GUNDAM UC》                              | 《玩具总动员3》                 |
| 2012 | 《來自紅花坂》                                                                                           | 《來自紅花坂》                                                 | - 《魔法少女小圓》 - 《TIGER & BUNNY》                                 | 《機動戰士GUNDAM UC》                              | 《魔髮奇緣》                    |
| 2013 | 《狼的孩子雨和雪》                                                                                       | 《狼的孩子雨和雪》                                             | - 《黑子的篮球》 - 《刀劍神域》                                        | -                                                  | 《丁丁歷險記》                  |

#### 2014年至今
| 年份 | 动画电影                         | 动画电影                                  | 动画剧集               | 动画剧集     | 动画迷奖                                             |
| 年份 | 大奖                             | 优秀奖                                    | 大奖                   | 优秀奖       | 动画迷奖                                             |
| ---- | -------------------------------- | ----------------------------------------- | ---------------------- | ------------ | ---------------------------------------------------- |
| 2014 | 《风起了》                       | 《劇場版 魔法少女小圓［新篇］叛逆的物語》 | 《進擊的巨人》         | 《宇宙兄弟》 | 《紙箱戰機WARS》                                     |
| 2015 | 《冰雪奇緣》                     | 《STAND BY ME 哆啦A梦》                   | 《乒乓 THE ANIMATION》 | 《妖怪手表》 | 《劇場版 TIGER & BUNNY -The Rising-》                |
| 2016 | 《Love Live! 學園偶像電影》      | -                                         | 《白箱》               | -            | 《银魂》                                             |
| 2017 | 《電影版 聲之形》                |                                           | 《Yuri!!! on ICE》     |              | 《Yuri!!! on ICE》                                   |
| 2018 | 《謝謝你，在世界的角落找到我》   |                                           | 《動物朋友》           |              | 《Yuri!!! on ICE》                                   |
| 2019 | 《名偵探柯南：零的執行人》       |                                           | 《佐賀偶像是傳奇》     |              | 《Banana Fish》                                      |
| 2020 | 《天氣之子》                     |                                           | 《鬼滅之刃》           |              | 《剧场版 歌之王子殿下》                              |
| 2021 | 《紫羅蘭永恆花園電影版》         |                                           | 《別對映像研出手！》   |              | 《IDOLiSH7 Second BEAT!》                            |
| 2022 | 《福音戰士新劇場版：終》         |                                           | 《咒術迴戰》           |              | 《IDOLiSH7 Third BEAT!》（第一期）                   |
| 2023 | 《航海王：红发歌姬》             |                                           | 《SPY×FAMILY》         |              | 《Mechamato》                                        |
| 2024 | 《灌籃高手 THE FIRST SLAM DUNK》 |                                           | 《我推的孩子》         |              | 《IDOLiSH7 – 偶像星願- LIVE 4bit BEYOND THE PERiOD》 |

### 个人类
| 年份 | 导演奖             | 剧本奖                     | 角色设计奖       | 动画师奖                     | 美术奖             | 音乐奖           | 配音员奖           |
| ---- | ------------------ | -------------------------- | ---------------- | ---------------------------- | ------------------ | ---------------- | ------------------ |
| 2002 | 大地丙太郎、宫崎骏 | 山田隆司、宫崎骏           | 須藤晶朋、宮崎駿 |                              | 池田祐二、武重洋二 | 田中公平、久石让 | 间宫胡桃、柊瑠美   |
| 2003 | 原惠一             | 大河内一樓                 | 藤島康介         |                              | 池信孝             | 菅野洋子         | 山口勝平           |
| 2004 | 今敏               | 會川昇                     | 平井久司         |                              | 池信孝             | 菅野洋子         | 朴璐美             |
| 2005 | 宮崎駿             | 士郎正宗、押井守           | 沖浦啓之         |                              | 木村真二           | 久石譲           | 倍賞千恵子         |
| 2006 | 富野由悠季         | 荒川弘、佐藤大             | 吉田健一         |                              | 脇威志             | 大岛满           | 大塚明夫           |
| 2007 | 細田守             | 筒井康隆、奥寺佐渡子       | 貞本義行         |                              | 山本二三           | 平沢進           | 平野綾             |
| 2008 | 庵野秀明           | 原惠一、松本大洋           | 錦織敦史         |                              | 木村真二           | 菅野洋子         | 宮野真守           |
| 2009 | 宮崎駿             | 宮崎駿、大河内一樓         | 西尾铁也         |                              | 吉田昇             | 菅野洋子         | 福山潤             |
| 2010 | 細田守             | 細田守、奥寺佐渡子         | 貞本義行         |                              | 武重洋二           | 鷺巣詩郎         | 神谷浩史           |
| 2011 | 米林宏昌           | 丸尾未步                   | 馬越嘉彦         |                              | 武重洋二、吉田昇   | 塞西尔·科贝尔    | 豊崎愛生           |
| 2012 | 新房昭之           | 虚淵玄                     | 桂正和           |                              | 丹治匠             | 武部聪志         | 平田广明           |
| 2013 | 細田守             | 川原礫、奥寺佐渡子、細田守 | 貞本義行         |                              | 大野广司           | 菅野洋子         | 梶裕貴             |
| 2014 | 荒木哲郎           | 小林靖子、宫崎骏、吉田玲子 | 石崎寿夫         | 高坂希太郎                   | 武重洋二           | 澤野弘之         | 庵野秀明           |
| 2015 | 高畑勲             | 花田十輝                   | 岸田隆宏         | 高橋久美子、伊東伸高、田边修 | 男鹿和雄           | 澤野弘之         | 小野大輔、内山昂輝 |
| 2016 | 藤田陽一           | 松原秀                     | 浅野直之         | 久保田誓                     |                    |                  |                    |
| 2017 | 新海誠             | 吉田玲子                   |                  | 平松禎史                     | 吉原俊一郎         | 澤野弘之         |                    |
| 2018 | 達紀               | 奈须蘑菇                   |                  | 岸田隆宏                     | 依田伸隆           | 梶浦由記         |                    |
| 2019 | 京極義昭           | 花田十輝                   |                  | 刈谷仁美                     |                    | 宮野真守         |                    |
| 2020 | 新海誠             | 吾峠呼世晴                 |                  | 松島晃                       | 渡邊美希子         | 梶浦由記         |                    |
| 2021 | 外崎春雄           | 吉田玲子                   |                  | 松島晃                       | 渡邊美希子         | 梶浦由記         |                    |
| 2022 | 庵野秀明           | 庵野秀明                   |                  | 松島晃                       | 寺尾優一           | 梶浦由記、椎名豪 |                    |
| 2023 | 谷口悟朗           | 吉田玲子                   |                  | 亀田祥倫                     | 衛藤功二           | Ado              |                    |
| 2024 | 井上雄彦           | 井上雄彦                   |                  | 本田雄                       | 中沢大樹           | YOASOBI          |                    |

## 得獎名单

#### 公開招募作品大獎
（2004年制定）
- 2004年：《Africa a.F.r.I.c.A》（ハン・テンホ）
- 2005年：《鬼》（細川晉）
- 2006年：（海老澤和夫）
- 2007年：《Flutter》（Howie Shia）
- 2008年：《Adventures in the NPM》（Helen Huang）
- 2009年：《Descendants》（Heiko Van der Schem）
- 2010年：《TOKYOファンタジア》（G9+1）
- 2011年：《Trois Petits Points》（Alice DIEUDONNE）
- 2012年：《Pig Sale》（Chen Xifeng）
- 2013年：《櫻時》（蔡旭晟）
- 2014年：《動漫影后》（阿里·福爾曼）、《Lettres de femmes》（オーギュスト・サノヴェッロ）
- 2015年：《海洋之歌》（湯姆·摩爾）、《Mi ne mozem zhit bez kosmosa》（コンスタンティン・ブロンジェット）
- 2016年：《TOUT EN HAUT DU MONDE（英语：Long Way North）》（Rémy Chayé）、《Off Belay》（Mataić Siniša）
- 2017年：《無手的少女（英语：The Girl Without Hands (film)）》（Sébastien Laudenbach）、《Of Shadows and Wings...》（Elice Meng and Eleonora Marinoni）
- 2018年：《幸福路上》（宋欣穎）、《Negative Space（英语：Negative Space (film)）》（Max Porter、Ru Kuwahata）
- 2019年：《Another Day of Life（英语：Another Day of Life (film)）》（Raul de la Fuente、Damian Nenow）、《花咲く道 11歳》（ニンケ・ドゥーツ）

### 各年度

#### 2002年
- 優秀作品獎
  - 電視節目部門：《犬夜叉》、《小魔女Doremi》、《棋魂》、《幻影天使》、《ONE PIECE》
  - 劇場電影部門：《阿萊蒂公主》、《千与千寻》、《METROPOLIS》
  - 原創動畫部門：《動畫製作進行小黑咪》
- 個人獎（由左而右順序：電視節目部門・劇場電影部門）
  - 監督獎：大地丙太郎、宫崎骏
  - 劇本獎（系列構成）：山田隆司、宫崎骏
  - 最佳人物獎（人物設計）：須藤晶朋、宫崎骏
  - 最佳人物獎（聲優）：、柊瑠美
  - 美術獎：池田祐二、武重洋二
  - 音樂獎：田中公平、久石让

#### 2003年
- 最優秀作品獎
  - 電視節目部門：《花田少年史》
  - 劇場電影部門：《千年女優》
  - 原創動畫部門：《戰鬥妖精雪風》
  - 海外劇場部門：《怪兽电力公司》
- 優秀作品獎
  - 電視節目部門：《犬夜叉》（第2次）、《極限戰士》
  - 劇場電影部門：《猫的报恩》、《蜡笔小新 風起雲湧！壯烈！戰國大會戰》
  - 原創動畫部門：《魯邦三世 生還的魔術師》、《JoJo的奇妙冒险》
  - 海外劇場部門：《失落的帝国》、《冰河世纪》
- 個人獎
  - 監督獎：原惠一《蜡笔小新 風起雲湧！壯烈！戰國大會戰》
  - 劇本獎：大河内一樓《極限戰士》
  - 美術獎：池信孝《千年女優》
  - 人物設計獎：藤岛康介《櫻花大戰》
  - 聲優獎：山口勝平《犬夜叉》（犬夜叉）
  - 音樂獎：菅野洋子《攻殼機動隊 STAND ALONE COMPLEX》

#### 2004年
- 年度最佳動畫：《機動戰士GUNDAM SEED》
- 優秀作品獎
  - 電視節目部門：《ASTRO BOY 铁臂阿童木》、《機動戰士GUNDAM SEED》、《鋼之鍊金術師》
  - 劇場電影部門：《東京教父》、《茄子 安達魯西亞之夏》
  - 原創動畫部門：《黑客帝国》、《Macross Zero》
  - 海外劇場部門：《星际宝贝》
- 個人獎
  - 監督獎：今敏《東京教父》
  - 劇本獎：會川昇《鋼之鍊金術師》
  - 美術獎：池信孝（第2次）《東京教父》
  - 人物設計獎：平井久司《機動戰士GUNDAM SEED》
  - 聲優獎：朴璐美《鋼之鍊金術師》（愛德華·艾力克）
  - 音樂獎：菅野洋子（第2次）

#### 2005年
- 年度最佳動畫：《霍爾的移動城堡》
- 優秀作品獎
  - 電視節目部門：《巖窟王》、《Keroro軍曹》、《光之美少女》
  - 劇場電影部門：《攻殼機動隊2 INNOCENCE》、《蒸汽男孩》
  - 原創動畫部門：《動畫製作進行小黑咪 我作日本動畫!2》、《飛越顛峰2》
  - 海外劇場部門：《海底總動員》
- 個人部門
  - 監督獎：宫崎骏《霍爾的移動城堡》
  - 原作獎（2005年新設）：士郎正宗《攻殼機動隊2 INNOCENCE》
  - 劇本獎：押井守《攻殼機動隊2 INNOCENCE》
  - 美術獎：木村真二《蒸汽男孩》
  - 人物設計獎：沖浦啓之《攻殼機動隊2 INNOCENCE》
  - 聲優獎：倍賞千惠子《霍爾的移動城堡》（蘇菲）
  - 音樂獎：久石讓《霍爾的移動城堡》

#### 2006年
- 年度最佳動畫：《劇場版 鋼之鍊金術師 香巴拉的征服者》
- 優秀作品獎
  - 電視節目部門：《交响诗篇》、《怪醫黑傑克》、《蟲師》
  - 劇場電影部門：《名偵探柯南 水平線上的陰謀》、《機動戰士Z GUNDAM -星之繼承者-》
  - 原創動畫部門：《鴉 -KARAS-》、《戰鬥妖精雪風》（第2次）
  - 海外劇場部門：《超人特攻隊》
- 個人部門
  - 監督獎：富野由悠季《機動戰士Z GUNDAM -星之繼承者-》
  - 原作獎：荒川弘《鋼之鍊金術師》
  - 劇本獎：佐藤大《交響詩篇》
  - 美術獎：脇威志《蟲師》
  - 人物設計獎：吉田健一《交響詩篇》
  - 聲優獎：大塚明夫《怪醫黑傑克》（黑傑克）
  - 音樂獎：《鋼之鍊金術師》

#### 2007年
- 年度最佳動畫：《跳躍吧！時空少女》
- 優秀作品獎
  - 電視節目部門：《Code Geass 反叛的魯路修》、《涼宮春日的憂鬱》、《死亡筆記》
  - 劇場電影部門：《盜夢偵探》、《翡翠森林狼與羊》
  - 原創動畫部門：《飛越顛峰2DIEBUSTER》、《FREEDOM》
  - 海外劇場部門：《汽車總動員》
- 個人部門
  - 監督獎：細田守《跳躍吧！時空少女》
  - 劇本獎：奥寺佐渡子《跳躍吧！時空少女》
  - 原作獎：筒井康隆《跳躍吧！時空少女》　　　　
  - 美術獎：山本二三《跳躍吧！時空少女》
  - 人物設計獎：贞本义行《跳躍吧！時空少女》
  - 聲優獎：平野绫《涼宮春日的憂鬱》（涼宮春日）
  - 音樂獎：平澤進《盜夢偵探》

#### 2008年
- 年度最佳動畫：《福音戰士新劇場版：序》
- 優秀作品獎
  - 電視節目部門：《電腦線圈》、《天元突破 紅蓮螺巖》
  - 原創動畫部門：《茄子 旅行箱中的候鳥》
  - 國內劇場部門：《河童之夏》
  - 海外劇場部門：《料理鼠王》
- 個人獎
  - 原作獎：松本大洋《惡童》
  - 監督獎：庵野秀明《福音戰士新劇場版：序》
  - 劇本獎：原惠一《河童之夏》　　　
  - 人物設計獎：錦織敦史《天元突破 紅蓮螺巖》
  - 美術獎：木村真二《惡童》
  - 音樂獎：菅野洋子《創聖的亞庫艾里翁》
  - 聲優獎：宮野真守《機動戰士GUNDAM 00》（剎那·F·塞耶）、《死亡筆記》（夜神月）

#### 2009年
- 年度最佳動畫：《崖上的波妞》
- 優秀作品獎
  - 電視節目部門：《超時空要塞 Frontier》、《Code Geass 反叛的魯路修 R2》
  - 原創動畫部門：
  - 國內劇場部門：《崖上的波妞》
  - 海外劇場部門：《功夫熊猫》
- 個人獎
  - 原作獎：宫崎駿《崖上的波妞》
  - 監督獎：宫崎駿《崖上的波妞》
  - 劇本獎：大河內一樓《Code Geass 反叛的魯路修 R2》　　　
  - 人物設計獎：西尾鐵也《空中殺手》
  - 美術獎：吉田昇《崖上的波妞》
  - 音樂獎：菅野洋子《超時空要塞 Frontier》
  - 聲優獎：福山潤《Code Geass 反叛的魯路修 R2》（魯路修·蘭佩洛基）

#### 2010年
- 年度最佳動畫：《夏日大作戰》
- 優秀作品獎
  - 電視節目部門：《K-ON!》、《東之伊甸》
  - 原創動畫部門：《夏娃的時間》
  - 國內劇場部門：《夏日大作戰》
  - 海外劇場部門：《瓦力》
- 個人獎
  - 原作獎：細田守《夏日大作戰》
  - 監督獎：細田守《夏日大作戰》
  - 劇本獎：奧寺佐渡子《夏日大作戰》　　
  - 人物設計獎：貞本義行《夏日大作戰》　
  - 美術獎：武重洋二《夏日大作戰》
  - 音樂獎：鷺巣詩郎《福音戰士新劇場版：破》
  - 聲優獎：神谷浩史《化物語》（阿良良木暦）

#### 2011年
- 年度最佳動畫：《借物少女艾莉緹》
- 優秀作品獎
  - 電視節目部門：《K-ON!!》、《四疊半神話大系》
  - 原創動畫部門：《機動戰士GUNDAM UC》
  - 國內劇場部門：《借物少女艾莉緹》
  - 海外劇場部門：《玩具總動員3》
- 個人獎
  - 監督獎：米林宏昌《借物少女艾莉緹》
  - 劇本獎：丸尾みほ《Colorful》　　
  - 人物設計獎：馬越嘉彦《Heartcatch 光之美少女!》　
  - 美術獎：武重洋二、吉田昇《借物少女艾莉緹》
  - 音樂獎：賽西兒·柯貝爾《借物少女艾莉緹》
  - 聲優獎：豐崎愛生《K-ON!!》（平澤唯）

#### 2012年
- 年度最佳動畫：《來自紅花坂》
- 優秀作品獎
  - 電視節目部門：《魔法少女小圓》、《TIGER & BUNNY》
  - 原創動畫部門：《機動戰士GUNDAM UC》
  - 國內劇場電影部門：《來自紅花坂》
  - 海外劇場電影部門：《魔髮奇緣》
- 個人獎
  - 監督獎：新房昭之《魔法少女小圓》
  - 劇本獎：虛淵玄《魔法少女小圓》　　
  - 人物設計獎：桂正和《TIGER & BUNNY》　
  - 美術獎：丹治匠《追逐繁星的孩子》
  - 音樂獎：武部聰志《來自紅花坂》
  - 聲優獎：平田廣明《TIGER & BUNNY》（狂野之虎／鏑木・T・虎徹）

#### 2013年
- 年度最佳動畫：《狼的孩子雨和雪》
- 優秀作品獎
  - 電視節目部門：《影子籃球員》、《刀劍神域》
  - 國內劇場電影部門：《狼的孩子雨和雪》
  - 海外劇場電影部門：《丁丁歷險記》
- 個人獎
  - 監督獎：細田守（第3回）《狼的孩子雨和雪》
  - 原作獎：川原礫《刀劍神域》
  - 劇本獎：奧寺佐渡子（第3回）、細田守《狼的孩子雨和雪》
  - 美術獎：大野廣司《狼的孩子雨和雪》
  - 人物設計獎：貞本義行（第3回）《狼的孩子雨和雪》
  - 聲優獎：梶裕貴《創聖機械天使EVOL》、《加速世界》
  - 音樂獎：（第5回）《坂道上的阿波羅》、《創聖機械天使EVOL》
- 公募作品
  - 大獎：《Time of Cherry Blossoms》（蔡旭晟）
  - 優秀作品獎
    - 一般：《the Animation Tag Attack》（Bach Christen）、《The Story Of Animation》（David Tart）
    - 學生：《夕化妝》（胡嫄嫄）、《Nani與Natta》（青木友香）

  - 特別獎：《Lion Dance》（段雯鍇、馬維佳）
  - 入選：《襪子》（加藤郁夫）、《抓鬼遊戲》（白石慶子）、《祖母的金魚》（岩瀨夏緒里）、《In-Between》（Alice BISSONNET）、《STEWPOT RHAPSODY》（Soizic Mouton,Carlotte Cambon,Stéphanie Mercier,Marion Roussel）
  - 企業獎：
    - 東京國際展示場獎：《家族開關》（秦義人）
    - Warner Mycal獎：《Time of Cherry Blossoms》（蔡旭晟）、《The Story Of Animation》（David Tart）
    - Mode Film獎：《鮭魚小姐》（豐島優海心）

#### 2014年
- 年度最佳動畫部門
  - 劇場电影部門
    - 大獎：《風起》
    - 優秀獎：《劇場版 魔法少女小圓［新篇］叛逆的物語》

  - 電視部門
    - 大獎：《進擊的巨人》
    - 優秀獎：《宇宙兄弟》

  - 動畫愛好者獎：《紙箱戰機WARS》
  - 個人獎
    - 監督獎：荒木哲郎
    - 劇本、原創原作獎：小林靖子、宮崎駿、吉田玲子
    - 動畫製作獎：
    - 角色設定、機械設定獎：
    - 美術監督獎：武重洋二
    - 聲優獎：庵野秀明
    - 音樂獎：澤野弘之
- 競賽部門
  - 長篇競賽
    - 大獎：《The Congress》（Ari Folman）
    - 優秀獎：《Ernest et Célestine》（Benjamin Renner、Vincent Patar、Stephane Aubier）

  - 短篇競賽
    - 大獎：《Lettres de femmes》（Augusto Zanovello）
    - 優秀獎：《Betty's Blues》（Remi Vandenitte）、《Airy Me》（久野遙子）

  - 企業部門
    - 英雄獎：《狐狸與小鳥》（Evan DeRushie）
    - KLab獎：《異常》（和田淳）
    - DLE獎：《隊魂》（Louise Cailliez）
- 特別獎（Animedor）：高畑勳、麵包超人

## 外部連結
- （日語）官方網站 （页面存档备份，存于）